# Битва при Аррасе (1917)
Битва при Аррасе — наступление британской армии во время Первой мировой войны у французского города Аррас. В битве участвовали английские, канадские и австралийские войска. Наступление у Арраса представляло собой серию нескольких кратковременных операций, которые проходили с начала апреля до середины мая.
Наступление у Арраса было задумано совместно с французским командованием, которое в то же время проводило широкомасштабную наступательную операцию (операцию Нивеля). Целью этих двух крупных наступлений французских и британских войск был окончательный разгром германских войск на Западном фронте и окончание войны. Основной удар наносили французские войска, британские должны были содействовать союзникам и отвлечь на себя часть германских войск.
В начале наступления наибольшего успеха достигли канадские дивизии, захватившие район Вими. Этот успех канадцев дал возможность британцам достигнуть некоторых успехов в центре, лишь на юге союзные войска не смогли добиться результата. Затем произошли серии краткосрочных операций британской армии по закреплению на вновь захваченных позициях. Британская армия продвинулась вглубь германской обороны, понеся большие потери. Однако решительного успеха наступавшим достичь не удалось.

## Предпосылки наступления
В начале 1917 года Британия и Франция искали возможность завершить войну решительным наступлением против германской армии на Западном фронте. В 1916 году произошло наступление британцев у реки Сомма и Битва при Вердене. Несмотря на то, что эти две операции носили широкомасштабный характер, союзникам не удалось одержать победу над Германией. Общественность Франции и Великобритании ждала от своих правительств окончания войны, в воюющих странах росло недовольство, огромные потери в Дарданелльской, Верденской и Соммской операциях были катализатором революционных движений в странах Антанты. Также весной 1917 года США объявили войну Германии, что окончательно закрепило инициативу в войне за странами антигерманского блока. Союзное командование приняло решение весной 1917 года прорвать германский фронт и повести решительное наступление.

## Перед наступлением
Наступление готовилось очень тщательно. Британцы учитывали опыт предыдущих операций под Верденом и на Сомме, теперь участок прорыва был довольно мал по протяженности, чтобы сосредоточить артиллерийский огонь на одном участке.
С октября 1916 года британские инженеры рыли туннели в районе предполагаемого наступления. Была создана огромная сеть подземных ходов и туннелей, чтобы войска могли в безопасности прибывать к месту наступления. Масштабы этой деятельности были огромны: прорыто 20 км туннелей, проложены железные дороги, по которым на тележках подвозились боеприпасы и эвакуировались раненые.
К началу наступления подземные туннели могли вместить 24 000 человек, что облегчало подход подкреплений. В подземельях было проведено освещение, находились электростанции, кухни, туалеты, а также медицинские пункты и даже целый госпиталь. Большая часть работ была проделана новозеландскими войсками, а также военнослужащими из шахтерских городов Северной Англии.
Также туннели были вырыты и под немецкими позициями, куда заложили мины для подрыва в день наступления. Однако германские инженеры проводили встречную работу, обнаруживая и разрушая туннели со взрывчаткой. 41 новозеландский солдат погиб и 151 получили ранения в ходе борьбы германцев против строительства туннелей под их позициями.
В настоящее время большинство этих ходов закрыто по соображениям безопасности, однако в марте 2008 года в одном из подземелий был открыт музей.
Для подготовки наступления британцам было необходимо господство в воздухе. Нужно было точно знать расположение траншей и артиллерийских батарей. Такие данные могла дать только воздушная разведка. Однако в апреле 1917 года германская авиация превосходила британцев. Легендарный «Красный Барон» наводил ужас на пилотов британских ВВС. В апреле 1917 года они понесли тяжелые потери в самолетах и экипажах, эти события вошли в историю как «Кровавый апрель». Потеряв большое количество опытных пилотов в апреле 1917 года, британцам пришлось призывать лётчиков, не имевших достаточно опыта. В результате 56 из них потерпели аварии в начале 1917 года.
Также в предстоящем наступлении британцы планировали задействовать отравляющие газы.
Планы совместного наступления Антанты в начале 1917 года изменились, в феврале военное командование России заявило, что не сможет провести наступление в ранее заявленные сроки. Это означало, что наступление проводилось только на Западном фронте. Тем более германские войска начали отход на укрепленную линию Гинденбурга. Однако французскому командующему Нивелю удалось убедить британское правительство, что наступление всё же необходимо провести. Английские войска начали операцию у Арраса за неделю до начала действий французской армии.

## Начало наступления
Артиллерийская подготовка у хребта Вими началась ещё 7 апреля, британцами было израсходовано больше 2 500 000 снарядов. Особых разрушений германцам это не принесло, однако сильно затруднило подвоз пищи на передовые позиции германской армии. В некоторых местах германские солдаты оставались без пищи до 3 дней.
9 апреля перед наступлением пехоты, прошла мощнейшая пятиминутная артиллерийская подготовка, внезапная атака британцев застала немецких солдат врасплох, многие из них были взяты в плен.

## Первая битва на Скарпе
9-14 апреля 1917

Основной удар британские войска нанесли к северу от дороги Аррас-Камбре. После этого перед ними стояла задача взять вторую и третью германские линии обороны. К югу от дороги британцы также атаковали германские позиции и им сопутствовал успех. Германские войска стали отходить из укрепленных деревень, которые заняли британские войска. Главным фактором успеха британцев на Скарпе стала ошибка командующего германской армии Фалькенхаузена, который отвел резервы слишком далеко от линии фронта, и не успел вовремя ввести их в бой.

## Битва под Вими-Рижем
9-12 апреля 1917

Одновременно с боями на Скарпе началось канадское наступление у хребта Вими. Здесь канадцам также сопутствовал успех, они смогли продавить германскую оборону и к 12 апреля полностью захватили район Вими.

## Первая битва при Буллекурте
10-11 апреля 1917

К югу от Арраса, наступление должны были вести 62-я британская дивизия и 4-я австралийская дивизия, они должны были атаковать деревню Буллекурт. Из-за плохой погоды наступление было отложена на 24 часа, однако данный приказ дошел не до всех подразделений и 2 батальона британцев, пойдя в атаку, понесли тяжелые потери. Атака была возобновлена утром 11 апреля, из-за технических неисправностей только 11 танков смогли достигнуть германских позиций, они уничтожили проволочные заграждения, однако атака двух батальонов 10 апреля предупредила немцев о предстоящем наступлении, и они подтянули к деревне резервы. Наступавшие с большими потерями отступили на исходные позиции. Здесь германское командование смогло предотвратить отход своих войск.

## Продолжение битвы
После первоначальных успехов, перед британской армией стояла задача закрепится на занятых рубежах и отразить контрудар германцев. Командующий германской армией генерал Людендорф, недовольный действиями германской армией под Аррасом, 11 апреля уволил со своего поста Людвига Фалькенхаузена и заменил его экспертом по обороне полковником Фрицем фон Лоссбергом.
Продолжая наступление, британские войска вновь атакуют германские позиции восточнее Арраса, где первоначально они добились наибольшего успеха. Однако к 16 апреля становится ясно, что французское наступление закончилось провалом, и вместо совместных действий с французской армией британцам придётся лишь оттягивать часть германских сил с Эны, где вела ожесточенные бои французская армия.

## Битва при Лагникурте
15 апреля 1917

Первый германский контрудар приняли на себя австралийские войска у деревни Лагникурт. Германские войска смогли проникнуть в первую линию окопов, уничтожив несколько орудий. Однако затем австралийцам удалось выбить германцев и восстановить прежнее положение. Австралийские части потеряли 1010 человек убитыми и ранеными, а германцы 2313 человек убитыми и ранеными.

## Вторая битва на Скарпе
23-24 апреля 1917

23 апреля британские войска продолжили наступление в районе реки Скарп. Наступавшие войска добились первоначального успеха, однако получив германский контрудар с востока, понесли тяжелые потери. Германцы решили развить успех и нацелились на захват деревни Монше-ле-Про, однако сюда прибыли подкрепления и британцы смогли отстоять деревню. Из-за ожесточенного сопротивления германцев 24 апреля было решено прекратить атаки.

## Битва при Арло
28-29 апреля 1917

Несмотря на успех канадцев в районе Вими, юго-восточный фланг был очень уязвим для германских войск. Для этого английские и канадские войска начали наступление в районе Арло. Канадские части с легкостью захватили Арло, а английские наткнулись на ожесточенное сопротивление немцев. Несмотря на то, что всё-таки удалось обеспечить безопасность канадских войск в Вими с юго-востока, операция была признана неудачной из-за больших потерь британских войск.

## Вторая битва при Буллекурте
3-17 мая 1917

После первой неудачной попытки прорвать германскую оборону у деревни Буллекурт, британцы стали готовить вторую попытку. Британская артиллерия начала интенсивный обстрел села, которое к 20 апреля было практически полностью уничтожено. 3 мая британская пехота начала атаку Буллекурта с 2 направлений. Германцы оказывали ожесточенейшее сопротивление. Жестокие бои велись вплоть до 17 мая, однако основные цели операции не были достигнуты.

## Третья битва на Скарпе
3-4 мая 1917

После захвата района Арло в конце апреля, британцы предприняли ещё одно наступление, пытаясь достичь Вотанселлунга, где находились мощные германские укрепления. Эта операция была запланирована одновременно с операцией под Буллекуртом. Наступление началось в районе Скарпа 3 мая, однако наступавшие не смогли достичь каких-либо успехов, понеся тяжелые потери и наступление было прекращено на следующий день, 4 мая.
Хотя это наступление и было неудачным британцы приобрели обширный опыт по взаимодействию пехоты, танков и артиллерии, который помог им в Битве при Камбре.

## Итоги наступления
Битва при Аррасе завершилась в середине мая. Британцам удалось захватить ряд территорий (например: район Вими), также британцам удалось отвлечь на себя значительные силы германской армии, что облегчило положение французов в районе Эны. Наступление у Арраса можно считать в какой-то степени успешным для союзников. Однако большие потери и провал французского наступления свели на «нет» все успехи, достигнутые британцами под Аррасом. Их армия в ходе наступления потеряла 150 000 человек убитыми, ранеными и пленными. Германские потери определить трудно, однако историки утверждают, что немцы потеряли при Аррасе около 120 000 человек убитыми, ранеными и пленными.